# Dave Bowman
David Bowman (Tunbridge Wells, 1964. március 10. –) skót válogatott labdarúgó. 

## Pályafutása

### Klubcsapatban
1980 és 1984 között a Hearts csapatában játszott. 1984 és 1986 között a Coventry City játékosa volt. 1986-tól 1998-ig a Dundee Unitedet erősítette. Az 1998–99-es szezonban a Raith Roversben szerepelt. 1999 és 2000 között a hongkongi Yee Hope labdarúgója volt. 2002-ben a Forfar Athletic színeiben fejezte be a pályafutását. 

### A válogatottban
1992 és 1993 között 6 alkalommal szerepelt a skót válogatottban. 1982-ben a skót U18-as válogatottal U18-as Európa-bajnokságot nyert. Tagja volt az 1992-es Európa-bajnokságon szereplő válogatott keretének.

## Sikerei, díjai
Dundee United
- UEFA-kupa döntős (1): 1986–87
- Skót kupagyőztes (1): 1993–94
- Skót ligakupadöntős (1): 1997–98

Skócia
- U18-as Európa-bajnok (1): 1982